# Alighiero Tondi
Alighiero Tondi, né en 1908 et mort en 1984, est un ancien prêtre et jésuite qui, abandonnant la foi chrétienne, rallia le parti communiste italien. S’affichant comme athée communiste, il fut un espion de l'Union soviétique à l'intérieur même du Vatican.

## Biographie

### Conversion et apostasie
Alighiero Tondi, né en 1908 dans une famille de tradition anticléricale se convertit au catholicisme à l'âge de 22 ans. À 25 ans, il obtient un baccalauréat en architecture. À 28 ans, en 1936, il entre dans la Compagnie de Jésus. Intellectuellement doué il est chargé, en 1944, de réorganiser l'Institut de culture religieuse supérieure de l'Université grégorienne, dont il est le vice-recteur. Dans l'immédiat après-guerre, il est chargé des contacts entre la Compagnie, le Vatican et Luigi Gedda (it), président de l'Action catholique.
En 1951, Tondi traverse une profonde crise religieuse qui en quelques mois lui font quitter les Jésuites, et abandonner la foi chrétienne et l’Église. Il obtient de rencontrer secrètement Palmiro Togliatti. Le 21 avril 1952, le père Tondi quitte bruyamment les Jésuites et rejoint le Parti communiste italien, qui lui fournit un appartement. À partir de mai 1952, il écrit de nombreux articles dans le quotidien communiste italien, l’Unità, rassemblés plus tard dans un livre : Vaticano e neofascismo, où il dénonce les contacts discrets entre le Vatican et les mouvements d’extrême-droite, dont le MSI. Il dénonce également des opérations présumées d’espionnage dans les pays de l’Est, coordonnées par les jésuites du Russicum pour le compte du Saint-Siège.
Dans les années 1957 à 1962, Tondi travaille à l'université Humboldt de Berlin (Berlin-Est), puis de nouveau à Rome.

### Parcours idéologique
Tondi raconta que plus il développait ses connaissances religieuses sur le catholicisme, plus il nourrissait des doutes sur sa religion. Il regarda du côté des événements sociaux et nationaux en tant que déterminants. Alors qu'il travaillait pour le mouvement d'Action catholique, il vota pour le Parti communiste italien en 1948. Dans les quatre années qui suivirent, ses études sur l'enseignement catholique à propos des injustices sociales l'amena à conclure en une conspiration des riches possédants pour convaincre les démunis qu'il n'y a pas d'issues à leurs souffrances et aux désordres parce que telle est la volonté de Dieu. Selon lui, le communisme rejette cet argument et ramène l'Homme à sa dignité.
Il vint à la conclusion que la religion n'était qu'un paravent monté par les riches pour convaincre les démunis qu'il n'y a pas d'issue à leurs souffrances parce que c'est la volonté divine. Ainsi, la religion servirait seulement la puissance des riches. Il quitta brusquement l'université Grégorienne et la prêtrise en avril 1952 pour rejoindre le Parti communiste italien, entraînant son excommunication. À ses anciens confrères qui voulurent le dissuader, il répondit qu'il n'y a pas d'amitiés chez les Jésuites.
Tondi devint un soutien du communisme et du rationalisme, épousa la militante communiste Carmen Zanti et se fixa à Berlin-Est pour enseigner à l'université Humboldt, tout en étant conseiller de Walter Ulbricht. Après l'avènement de Paul VI, il retourna à Rome avec sa femme communiste, qui fut élue parlementaire en 1963.
Tondi se détourna tardivement du communisme avec sa femme pour revenir dans l'Église catholique dans les années 1970. Après le décès de sa femme, il reprit la prêtrise. Il a tenté de réécrire ses critiques de l'Église en les révisant, mais n'a pu les publier avant son décès.

### Agent soviétique
Selon Pierre de Villemarest, sa brusque défection de l'Église s'explique parce qu'il fut surpris à dérober des documents confidentiels de la chambre forte des dossiers secrets du Vatican lorsqu'il était secrétaire de Giovanni Battista Montini, le collaborateur direct de Pie XII et futur pape Paul VI, pour les remettre directement à Palmiro Togliatti, secrétaire général du Parti communiste italien, qui les retransmettait à Moscou,. Alighiero Tondi aurait avoué être devenu prêtre à la demande d'une section spéciale du Parti communiste italien et avoir été entraîné à l'espionnage à l'université Lénine de Moscou. Pendant deux ans, il aurait dérobé des renseignements sur les prêtres préparés pour relever clandestinement les prêtres internés, déportés ou fusillés dans les pays de l'Est, causant leur arrestation dès leurs arrivées en territoire communiste.

## Écrits (sélection)
- Vatikan und Neofaschismus, Berlin, Dietz Verlag (1956)
- Der Vatikan und die Monopole, SED Groß-Berlin, 1957
- Die geheime Macht der Jesuiten (1960)
- Die Jesuiten, Bekenntnisse und Erinnerungen (1961)